# Helophorus lapponicus
Helophorus lapponicus är en skalbaggsart som beskrevs av Thomson 1853. Helophorus lapponicus ingår i släktet Helophorus, och familjen halsrandbaggar. Arten är reproducerande i Sverige.